# Agave maximiliana
Agave maximiliana är en sparrisväxtart som beskrevs av John Gilbert Baker. Agave maximiliana ingår i släktet Agave och familjen sparrisväxter.

## Underarter
Arten delas in i följande underarter:
- A. m. katharinae
- A. m. maximiliana